# Diário do Povo (China)
O Diário do Povo (em chinês: 人民日报, pinyin: Rénmín Rìbào) é o jornal em chinês simplificado publicado em todo o mundo com uma tiragem de três a quatro milhões de exemplares. É o jornal oficial do Partido Comunista da China.
Foi publicado pela primeira vez em 15 de junho de 1948, em Pingshan, Hubei. Em março de 1949 foi transferido para Pequim, e declarado órgão oficial do partido comunista em agosto do mesmo ano.
Durante a Revolução Cultural, foi uma das poucas fontes de informação que os estrangeiros e os próprios chineses contavam para saber o que o governo estava fazendo. Durante este período, um editorial do Diário do Povo era considerado um comunicado autorizado da política governamental.
Desde a metade da década de 1990, o Diário do Povo tem enfrentado problemas devido ao decréscimo no recebimento de subsídios governamentais além do aumento da competição com as fontes internacionais de notícias e de outros jornais chineses. Como parte dos esforços para modernizar-se, o Diário do Povo criou uma edição na internet em 1997.